# San Ignacio de Loyola, Jalisco
San Ignacio de Loyola är en ort i Mexiko.   Den ligger i kommunen Cihuatlán och delstaten Jalisco, i den södra delen av landet, 600 km väster om huvudstaden Mexico City. San Ignacio de Loyola ligger 15 meter över havet och antalet invånare är 116.
Terrängen runt San Ignacio de Loyola är kuperad norrut, men söderut är den platt. Havet är nära San Ignacio de Loyola åt sydväst.  Närmaste större samhälle är Cihuatlán, 11,5 km öster om San Ignacio de Loyola.